# بارت فيربروغين
بارت فيربروغين (من مواليد 18 أغسطس 2002) هو لاعب كرة قدم هولندي محترف يلعب كحارس مرمى لنادي برايتون وهوف ألبيون في الدوري الإنجليزي الممتاز والمنتخب الهولندي .

## مسيرته مع الأندية

### أندرلخت
انضم Verbruggen إلى أندرلخت في عام 2020 قادماً من NAC Breda . ظهر لأول مرة على المستوى الاحترافي في 2 مايو 2021، في تعادل 2–2 في دوري الدرجة الأولى البلجيكي ضد كلوب بروج . في 23 فبراير 2023، تصدى لجميع ركلات الترجيح الثلاث خلال ركلات الترجيح ضد لودوجوريتس رازغراد في إياب الدور الفاصل من التصفيات في الدوري الأوروبي 2022–23 ، مما ساعد فريقه على الفوز بالتعادل 3–0 بركلات الترجيح بعد التعادل 2–1. 2 السحب على المجموع.

### برايتون أند هوف ألبيون
في 3 يوليو 2023، أعلن برايتون أند هوف ألبيون عن توقيع فيربروجن بصفقة مدتها خمس سنوات. تم اختيار بارت فيربروغين للعب أمام جيسون ستيل ليظهر لأول مرة في مباراة برايتون الثالثة هذا الموسم في 26 أغسطس ، بخسارة 3-1 على أرضه أمام وست هام في أول هزيمة لهم هذا الموسم.

## مسيرته الدولية
في 17 مارس 2023، تلقى فيربروجن أول استدعاء رسمي له للمنتخب الهولندي الأول للمشاركة في تصفيات بطولة أمم أوروبا 2024 ضد فرنسا وجبل طارق . ظهر لأول مرة مع المنتخب الوطني في 13 أكتوبر 2023 في خسارة 1-2 أمام فرنسا.

## الإنجازات
الفردية
- أفضل لاعب في أندرلخت : 2022–23 [7]

## روابط خارجية
- بارت فيربروغين  على سكروي